# 胎児の干物

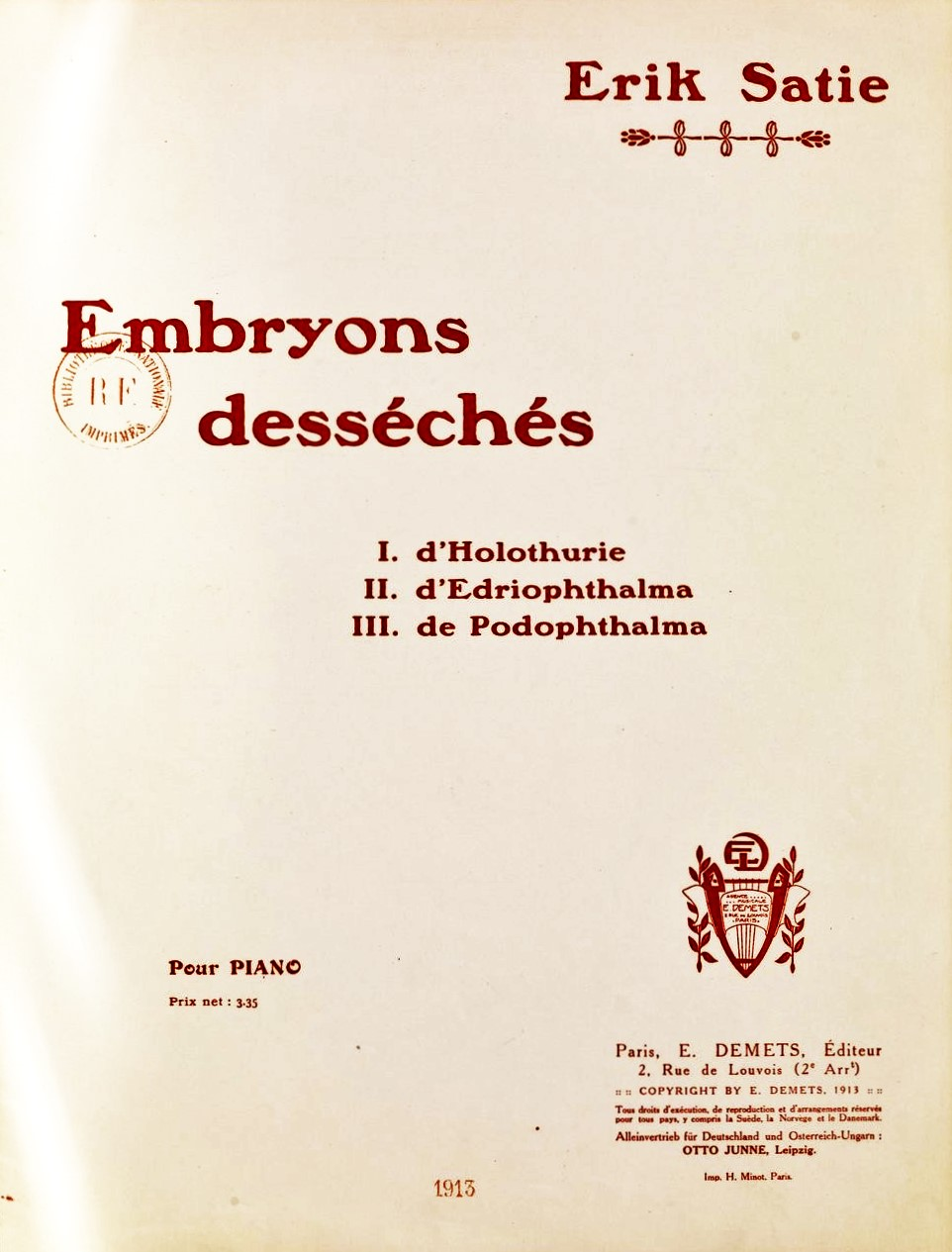
表紙。

『胎児の干物』（たいじのひもの、仏：Embryons desséchés）は、エリック・サティが1913年に発表した全3曲からなるピアノ曲。『干からびた胎児』と表記される場合もある。

## 概要
作品に奇抜なタイトルを冠することの好きだったサティらしい、ユーモア溢れるものとなっており、サティの他の作品と同様に、楽譜の随所に様々な指示が記され、パロディ精神に満ちている。
なお、各曲の標題からも推測されるように、ここでの "Embryons" とは、海生生物の卵や幼生の意味と考えられ、「胎児」という訳は適切ではない。かつて『はららごの干物』という訳が与えられたこともある。

## 構成

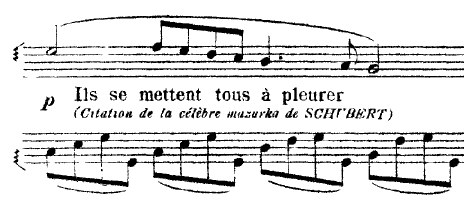
第2曲『甲殻類の胎児』の一部分

- 第1曲「ナマコの胎児」（d'Holothurie）
冒頭に「わたしはサンマロ湾でナマコを観察した…」という序文。「歯の痛いナイチンゲールのように」という有名な指示がある。
- 第2曲「甲殻類の胎児」（d'Edriophthalma）
重苦しく開始され、曲全体がショパンの有名な「葬送行進曲」のパロディとなっているが、サティ自身はこの曲の中間部の譜面上に「シューベルトの有名なマズルカから」の引用であるとコメントしている（なお、シューベルトの曲にマズルカはない）。『無柄眼類の胎児』とも訳されることがある。
- 第3曲「柄眼類の胎児」（de Podophthalma）
中間部で狩りの角笛が響く。最後は完全終止の和音が18回繰り返されたあげく、「作曲者による強制的な終止形」（というコメント）で終わる。

## 編曲
1970年に作曲家・指揮者のフリードリヒ・ツェルハが「胎児の干物」を室内オーケストラ用に編曲し、自身の楽団「Die Reihe」を指揮して録音した。